# Keith Connor
Keith Connor (Anguila, 16 de septiembre de 1957) es un atleta británico retirado, especializado en la prueba de triple salto en la que llegó a ser medallista de bronce olímpico en 1984.

## Carrera deportiva
En los JJ. OO. de Los Ángeles 1984 ganó la medalla de bronce en el triple salto, con un salto de 16.87 metros, tras los estadounidenses Al Joyner y Mike Conley (plata).